# Cantonul Auneau
Cantonul Auneau este un canton din arondismentul Chartres, departamentul Eure-et-Loir, regiunea Centru, Franța.

## Comune
| Comune                    | Populație (1999) | Cod poștal | Cod INSEE |
| ------------------------- | ---------------- | ---------- | --------- |
| Ardelu                    | 78               | 28700      | 28009     |
| Aunay-sous-Auneau         | 1 328            | 28700      | 28013     |
| Auneau                    | 3 880            | 28700      | 28015     |
| Béville-le-Comte          | 1 335            | 28700      | 28039     |
| Champseru                 | 302              | 28700      | 28073     |
| La Chapelle-d'Aunainville | 263              | 28700      | 28074     |
| Châtenay                  | 171              | 28700      | 28092     |
| Denonville                | 672              | 28700      | 28129     |
| Francourville             | 797              | 28700      | 28160     |
| Garancières-en-Beauce     | 230              | 28700      | 28169     |
| Le Gué-de-Longroi         | 718              | 28700      | 28188     |
| Houville-la-Branche       | 450              | 28700      | 28194     |
| Léthuin                   | 159              | 28700      | 28207     |
| Levainville               | 292              | 28700      | 28208     |
| Maisons                   | 254              | 28700      | 28230     |
| Moinville-la-Jeulin       | 98               | 28700      | 28255     |
| Mondonville-Saint-Jean    | 58               | 28700      | 28257     |
| Morainville               | 28               | 28700      | 28268     |
| Oinville-sous-Auneau      | 279              | 28700      | 28285     |
| Orlu                      | 31               | 28700      | 28288     |
| Oysonville                | 471              | 28700      | 28294     |
| Roinville                 | 355              | 28700      | 28317     |
| Saint-Léger-des-Aubées    | 237              | 28700      | 28344     |
| Sainville                 | 942              | 28700      | 28363     |
| Santeuil                  | 242              | 28700      | 28366     |
| Umpeau                    | 381              | 28700      | 28397     |
| Vierville                 | 84               | 28700      | 28408     |
| Voise                     | 249              | 28700      | 28421     |